# Goriška Gora
Goriška Gora – wieś w Słowenii, w gminie Škocjan. W 2018 roku liczyła 11 mieszkańców.